# Naytahwaush
Naytahwaush és una concentració de població designada pel cens dels Estats Units a l'estat de Minnesota. Segons el cens del 2000 tenia 583 habitants.

## Demografia
Segons el cens del 2000, Naytahwaush tenia 583 habitants, 166 habitatges, i 124 famílies. La densitat de població era d'11,6 habitants per km².
Dels 166 habitatges en un 52,4% hi vivien nens de menys de 18 anys, en un 31,3% hi vivien parelles casades, en un 34,3% dones solteres, i en un 24,7% no eren unitats familiars. En el 18,1% dels habitatges hi vivien persones soles el 9% de les quals corresponia a persones de 65 anys o més que vivien soles. El nombre mitjà de persones vivint en cada habitatge era de 3,51 i el nombre mitjà de persones que vivien en cada família era de 3,94.
Per edats la població es repartia de la següent manera: un 42,9% tenia menys de 18 anys, un 13,2% entre 18 i 24, un 21,8% entre 25 i 44, un 16,8% de 45 a 60 i un 5,3% 65 anys o més.
L'edat mediana era de 21 anys. Per cada 100 dones de 18 o més anys hi havia 85 homes.
La renda mediana per habitatge era de 26.429 $ i la renda mediana per família de 25.313 $. Els homes tenien una renda mediana de 24.643 $ mentre que les dones 26.354 $. La renda per capita de la població era de 8.296 $. Entorn del 34,5% de les famílies i el 37,1% de la població estaven per davall del llindar de pobresa.

## Poblacions més properes
El següent diagrama mostra les poblacions més properes.